# Chicaman
Chicaman é uma cidade da Guatemala do departamento de El Quiché.